# DCCP
DCCP (англ. Datagram Congestion Control Protocol) — протокол транспортного уровня модели OSI, разрабатываемый IETF. Принят в качестве стандарта в марте 2006 года. Он предоставляет механизмы для отслеживания перегрузок в сети, избегая необходимости создавать их на прикладном уровне. Этот протокол не гарантирует доставку информации в нужном порядке.
DCCP очень эффективен для приложений, в которых данные, пришедшие не вовремя, становятся бесполезными. Например, потоковое медиа-вещание, онлайн-игры и интернет-телефония. Главная особенность этих приложений состоит в том, что старые сообщения очень быстро становятся бесполезными, поэтому лучше получить новое сообщение, чем пытаться переслать старое. Но на данный момент большинство таких приложений самостоятельно реализовывают отслеживание перегрузок, а в качестве протокола передачи используются TCP или UDP.
Протокол DCCP включили в ядро Linux с версии 2.6.14 и удалён в 6.16 .
Для туннелирования пакетов DCCP через NAT разработан специальный протокол DCCP-UDP.